# Juraj Kolarić

Juraj Kolarić (Donji Hrašćan, 20. travnja 1938.) hrvatski je teolog, crkveni povjesničar i ekumenist. 
Rodio se u Donjem Hrašćanu u Međimurju 1938. U Zagrebu je pohađao Interdijecezansku vjersku školu 1957. godine. Diplomirao je teologiju na Katoličko bogoslovnom fakultetu u Zagrebu. Na Teološkom fakultetu u Innsbrucku doktorirao je 1969. s tezom o ekumenskim pitanjima u teologiji Srpske pravoslavne crkve. Arhivistiku je završio pri Tajnom vatikanskom arhivu (1971.), a crkvenu povijest studirao na Papinskom sveučilištu Gregoriani u Rimu (1970. - '71.).
Nakon svećeničkog ređenja 1965., djelovao je kao pomoćnik na katedri dogmatike u Innsbrucku te kao kapelan župe sv. Blaža u Zagrebu (1967. - '69.). Na Bogoslovnom fakultetu u Zagrebu (danas Katolički bogoslovni fakultet) napredovao je od asistenta (1972.) do redovitog profesora (1992.). Predavao je ekumensku i moralnu teologiju te crkvenu povijest i umjetnost na više visokoškolskih ustanova, uključujući Filozofsko-teološki fakultet Družbe Isusove i Evangelički teološki fakultet „Matija Vlačić Ilirik”.
Znanstveni rad najvećim je dijelom posvetio ekumenizmu i crkvenoj povijesti. Najznačajnije djelo mu je „Ekumenska trilogija: istočni kršćani, pravoslavni, protestanti” (2005.), koja objedinjuje i proširuje njegove ranije knjige o istočnim kršćanima, pravoslavcima i protestantima. Autor je brojnih povijesnih monografija o hrvatskim župama te više udžbenika i pregleda crkvene povijesti. Objavio je preko 400 znanstvenih i stručnih radova u domaćim i međunarodnim časopisima.
Obnašao je značajne crkvene dužnosti: bio je tajnik Vijeća za ekumenizam BKJ (1977. - '90.), predstojnik Ureda za kulturna dobra Zagrebačke nadbiskupije (od 1999.) i ravnatelj Dijecezanskog muzeja. Pokrenuo je i uređivao časopis „Crkvena kulturna dobra - Analecta” (od 2003). Od 1993. član je Europske akademije znanosti i umjetnosti u Salzburgu, a od 1993. do 2001. obnašao je dužnost velikog meštra Družbe "Braća hrvatskoga zmaja".
Izabrana djela: „Kršćani na drugi način”" (1976.), „Istočni kršćani” (1982.), „Pravoslavni” (1985.), „Povijest Kotoribe” (1992.), „Pape i hrvatski narod” (1998.), „Povijest kršćanstva u Hrvata” (2002. - '03.), „Ekumenska trilogija: istočni kršćani, pravoslavni, protestanti” (2005.).
Nositelj je Reda Danice hrvatske s likom Marka Marulića i s likom Katarine Zrinske.